# ノッポさんのコミュニケーション入門
ノッポさんのコミュニケーション入門（ノッポさんのコミュニケーションにゅうもん）は、1996年8月5日から1996年8月24日までNHK教育テレビジョンで放送されていたテレビ番組。

## 概要
手話・英語・ディベートなどのコミュニケーションを学ぶ教育番組。1996年度の『夏のテレビクラブ』で放送。

## 出演者
- ノッポさん：高見映

## 放送リスト
| 回 | タイトル                                            | 放送日        |
| -- | --------------------------------------------------- | ------------- |
| 1  | コーヒー、それとも紅茶?                             | 1996年8月5日  |
| 2  | 私も絵が好きです 単語を並べるだけで大丈夫           | 1996年8月6日  |
| 3  | どこへ行きたいの 動きを組み合わせて一つの単語       | 1996年8月7日  |
| 4  | とてもかわいい、美しい 顔も使って表情豊かに         | 1996年8月8日  |
| 5  | 安くは売らない!高く買ってよ 逆の動作で反対ことば    | 1996年8月9日  |
| 6  | 明日、パーティーにどうぞ 手話をどんどん使いましょう | 1996年8月10日 |
| 7  | 英語であいさつ                                      | 1996年8月12日 |
| 8  | 素直におわびを、ごめんなさい                        | 1996年8月13日 |
| 9  | 道に迷ってもOK!                                     | 1996年8月14日 |
| 10 | 教えて下さいその秘密                                | 1996年8月15日 |
| 11 | だまっていたら買えません                            | 1996年8月16日 |
| 12 | 英語劇”ねずみの嫁入り”                              | 1996年8月17日 |
| 13 | おこづかいを値上げして! 根拠をあげて相手を説得      | 1996年8月19日 |
| 14 | 主食は米だ!いやパンだ! 相手の話はよく聴こう         | 1996年8月20日 |
| 15 | 子どもも社会の一員です 自分で考え 自分のことばで    | 1996年8月21日 |
| 16 | マンガは勉強の邪魔だ いろんな角度で考えよう         | 1996年8月22日 |
| 17 | 稀少種絶滅の危惧あり 相手に分かることばで話そう     | 1996年8月23日 |
| 18 | 広場で野球はいけません 両者が納得 円満解決          | 1996年8月24日 |